# Monetazione di Augusto
Per monetazione di Augusto oppure monetazione augustea si intende l'insieme delle monete emesse da Roma durante il principato del primo Imperatore romano, da dopo la battaglia di Azio (31 a.C.) alla sua morte, avvenuta nell'agosto del 14 d.C.. A Ottaviano, non ancora Augusto sono anche riconducibili numero emissioni che iniziano dal 42 a.C., coniate da solo o assieme ad altri personaggi.
Ad Augusto sono anche ascrivibili le emissioni della famiglia: le monete di Livia, quelle di Agrippa, Giulia, Tiberio e dei giovani principi: Gaio e Lucio Cesare e Agrippa Postumo.  Ci sono anche le monete di restituzione, cioè monete coniate dai suoi successori, ad esempio Tito, in cui un lato, il dritto di solito, reca l'immagine di Augusto e l'altra la titolatura di successore.
L'ulteriore gruppo di monete è quello destinato alle province, in particolare l'Egitto, in cui sono utilizzate tipologie monetarie diverse da quelle romane.

## Augusto
Dopo Azio, Ottaviano decise di annettere l'Egitto (30 a.C.), compiendo l'unificazione dell'intero bacino del Mediterraneo sotto Roma. Egli era divenuto, di fatto, il padrone assoluto dello stato romano, anche se formalmente Roma era ancora una repubblica e Ottaviano stesso non era ancora stato investito di alcun potere ufficiale, dato che la sua potestas di triumviro non era stata più rinnovata: nelle Res Gestae riconosce di aver governato in questi anni in virtù del "potitus rerum omnium per consensum universorum" ("consenso generale"), avendo per questo motivo ricevuto una sorta di perpetua tribunicia potestas (certamente un fatto extra-costituzionale). Egli cominciò, pertanto, a riorganizzare ogni settore della Res publica romana, a partire dall'amministrazione finanziaria e monetaria.
Il Senato gli conferì il titolo di Augustus il 16 gennaio 27 a.C., nel 23 a.C. gli fu riconosciuta la tribunicia potestas e l'Imperium proconsulare a vita, mentre nel 12 a.C. divenne Pontefice Massimo. Restò al potere sino alla morte, e il suo principato fu il più lungo della Roma imperiale (44 anni dal 30 a.C., 37 anni dal 23 a.C.).
L'età di Augusto rappresentò un momento di svolta nella storia di Roma e il definitivo passaggio dal periodo repubblicano al principato. La rivoluzione dal vecchio al nuovo sistema politico contrassegnò anche la sfera economica, militare, amministrativa, giuridica e culturale.
| Titolatura imperiale  | Numero di volte      | Datazione evento |
| --------------------- | -------------------- | --- |
| Tribunicia potestas   | 37 anni consecutivi: | dal giugno del 23 a.C. al 19 agosto del 14 d.C. |
| Consolato             | 13 volte:            | nel 43 (il I, a soli vent'anni), 33 (II), 31 (III), 30 (IV, inaugurato in Asia), 29 (V, inaugurato a Samo), 28 (VI), 27 (VII), 26 (VIII, inaugurato a Tarraco), 25 (IX, inaugurato a Tarraco), 24 (X), 23 (XI), 5 e 2 a.C.                                                               |
| Salutatio imperatoria | 21 volte:            | la prima nel 40 a.C., poi nel 36 a.C. (2º), 33 a.C. (3°), 31 a.C. (4°), 30 a.C. (5°), 27 a.C. (6°), 26 a.C. (7º), 21 a.C. (8º), 19 a.C. (9° e 10º), 16 a.C. (11°), 10 a.C. (12°), 8 a.C. (13º), 7 a.C. (14º), 3 a.C. (15º), 2 d.C. (16º), 6 (17º), 8 (18)°, 9 (19)°, 11 (20º), 13 (21º). |
| Altri titoli          | tre:                 | Augustus nel 27 a.C., Pontifex maximus (dopo la morte di Marco Emilio Lepido nel 13 a.C.), Pater Patriae nel 2 a.C. e Praefectus moribus (nel 19 a.C. e rinnovatagli nel 12 a.C.) |

## Tematiche principali
Le nuove monete avevano in comune al dritto, la costante raffigurazione dell'imperatore, ed al rovescio, i nomi dei tresviri monetales (membri del collegio incaricato di battere moneta) che, in un primo momento, comparvero sia sulla monetazione in metallo prezioso sia su quella in metallo vile, per poi rimanere solo sul metallo vile ed infine scomparire definitivamente, lasciando il posto, solo sulla monetazione enea, alla sigla del Senato S. C. (Senatus Consulto) a conferma della volontà senatoria.

### Il trionfo di Azio
Le fonti antiche ci informano che un arco in onore di Ottaviano venne eretto nel Foro dopo la battaglia di Azio (31 a.C.) e la conquista dell'Egitto (30 a.C.), in occasione del trionfo di Ottaviano nel 29 a.C. Quest'arco è conosciuto come "arco aziaco". Una lunga iscrizione (m. 2,67) di questo arco venne ritrovata nel 1546, con dedica ad Augusto e la data del 29 a.C. Dell'arco ci rimane una rappresentazione monetale.
| La vittoria di Azio | La vittoria di Azio | La vittoria di Azio            | La vittoria di Azio | La vittoria di Azio                   | La vittoria di Azio                 | La vittoria di Azio                     |
| Immagine            | Valore              | Dritto                         | Rovescio | Datazione                             | Peso; diametro                      | Catalogazione                           |
| ------------------- | ------------------- | ------------------------------ | --- | ------------------------------------- | ----------------------------------- | --------------------------------------- |
|                     | denario             | Testa di Augusto verso destra. | La rappresentazione di un arco di trionfo con quadriga e l'epigrafe IMP CAESAR, eretto per la vittoria di Azio contro Marco Antonio e Cleopatra del 31 a.C.. | 30-29 a.C., dopo la vittoria di Azio. | 20 mm, 3.47 gr, 1 h; zecca di Roma? | RIC Augustus, I, 267; CRI 422; RSC 123. |

### L'Egitto e ilprinceps
La provincia romana dell'Egitto (titolo ufficiale latino: Alexandreae et Aegyptus), fu istituita nel 30 a.C. da Augusto, in seguito alla conquista del paese e alle morti di Cleopatra e Cesarione; l'Egitto divenne parte dell'Impero romano, in qualità di provincia imperiale (fu anzi la prima provincia imperiale propriamente detta) governata da un prefetto scelto dall'Imperatore nell'ordine equestre: il praefectus Alexandreae et Aegypti.
| L'Egitto del Principe | L'Egitto del Principe | L'Egitto del Principe                         | L'Egitto del Principe                                           | L'Egitto del Principe                 | L'Egitto del Principe | L'Egitto del Principe  |
| Immagine              | Valore                | Dritto                                        | Rovescio                                                        | Datazione                             | Peso; diametro        | Catalogazione          |
| --------------------- | --------------------- | --------------------------------------------- | --------------------------------------------------------------- | ------------------------------------- | --------------------- | ---------------------- |
|                       | denario               | CAESAR COS VI, testa di Augusto verso destra. | AEGYPTO CAPTA, un coccodrillo con la bocca aperte verso destra. | 29-27 a.C., dopo la vittoria di Azio. | 3,83 gr.              | RIC Augustus, I, 275a. |

### La conquista delle aree interne
L'intervento romano in Spagna e lungo l'arco alpino-retico rientrava in un progetto più ampio da parte di Augusto, il quale era deciso a portare a compimento la sottomissione di tutte le "aree interne" non ancora sotto il dominio romano. La conquista della Spagna, intrapresa proprio sul finire del III secolo a.C., non era mai stata portata a termine. La parte nord-ovest della penisola continuava ad essere libera dal potere romano. Il pericolo, inoltre, di continue incursioni nella Meseta centrale, oltre alle ricche miniere d'oro e di ferro di Cantabria ed Asturie furono ulteriori motivazioni per completare la conquista, tanto che lo stesso imperatore Ottaviano Augusto decise di prendervi parte in prima persona negli anni 26-25 a.C.. A questa conquista succedette quella dell'arco alpino, la cui utilità era strettamente collegata al fatto di dare maggior sicurezza interna ai valichi ed alle relazioni fra Gallia ed Italia, per poi congiungersi più facilmente al corso dell'alto-Danubio (che poco dopo ne divenne frontiera militare-imperiale).
| Guerre di conquista in Spagna e nelle Alpi | Guerre di conquista in Spagna e nelle Alpi | Guerre di conquista in Spagna e nelle Alpi                                                | Guerre di conquista in Spagna e nelle Alpi | Guerre di conquista in Spagna e nelle Alpi | Guerre di conquista in Spagna e nelle Alpi | Guerre di conquista in Spagna e nelle Alpi                                 |
| Immagine                                   | Valore                                     | Dritto                                                                                    | Rovescio | Datazione | Peso; diametro                             | Catalogazione                                                              |
| ------------------------------------------ | ------------------------------------------ | ----------------------------------------------------------------------------------------- | --- | --- | ------------------------------------------ | -------------------------------------------------------------------------- |
|                                            | quinario                                   | AUGUST, testa di Augusto verso destra.                                                    | P CARIS-LEG, la vittoria con drappeggio, in piedi verso destra, di fronte, un trofeo fatto da elmi e corazze; alla base del trofeo una spada curva. | 25-23 a.C., dopo le prime vittorie contro Cantabri ed Asturi.                                                                                                   | 1.84 gr, 10 h.                             | RIC Augustus, I, 1a; RSC 386; BMCRE 293-4 = BMCRR Spain 121-2; BN 1065-70. |
|                                            | denario                                    | AUGUST CAESAR, testa di Augusto verso destra.                                             | P CARISIUS-LEG, un trofeo fatto da elmi e corazze delle popolazioni di Asturi e Cantabri. | 25-23 a.C., dopo le prime vittorie contro Cantabri ed Asturi.                                                                                                   | 3.76 gr, 3 h.                              | RIC Augustus, I, 4a; RSC 403a.                                             |
|                                            | asse                                       | CAESAR AUGU, testa di Augusto verso destra.                                               | P CARISIUS LEG AUGUSTI su tre righe. | 23 a.C., durante nuove vittorie contro Cantabri ed Asturi. | 12.51 gr, 10 h.                            | RIC Augustus, I, 20.                                                       |
|                                            | denario                                    | C • ANTISTIVS • VETVS • III • VIR, busto con diadema e drappeggio di Venere verso destra. | COS IMP CAESAR AVGV XI su tre linee, un simpulum, un lituus sotto, un tripode ed una patera. | 16 a.C., quando era magistrato monetario un certo Gaio Antistio Vetere; potrebbe riferirsi all'XI consolato ed all'XI salutatio imperatoria.                    | 3.72 gr, 2 h; zecca di Roma.               | RIC Augustus, I, 368; RSC 348a; BMCRE 98 note; BN 368 var. (AVGV).         |
|                                            | denario                                    | Testa di Augusto verso destra.                                                            | Arco di trionfo, sormontato da una quadriga nella quale c'è Augusto che tiene un ramo di lauro ed uno scettro; archi più piccoli nelle parti laterali, sormontati da un arciere a sinistra ed un fromboliere (?) a destra; S • P • Q • R IMP CAE su due linee nella paste alta dell'arco. | 16 a.C., quando era magistrato monetario un certo Lucio Vinicio; potrebbe riferirsi all'XI salutatio imperatoria ed alle campagne condotte lungo l'arco alpino. | 3.77 gr, 9 h; zecca di Roma.               | RIC Augustus, I, 359; RSC 544.                                             |

### La questione armena e le insegne di Crasso
In Armenia regnava una divisione cronica fra i nobili: il partito filoromano aveva inviato ad Augusto un'ambasceria per chiedere un processo contro il re Artaxias II, la sua deposizione e la sostituzione al trono di Armenia del fratello minore, Tigrane III, che era vissuto a Roma dal 29 a.C.. Al termine del 21 a.C., Augusto ordinò al figliastro Tiberio, che aveva allora ventuno anni, di condurre un esercito legionario dai Balcani in Oriente, con il compito di porre sul trono armeno Tigrane II, e recuperare le insegne imperiali.
Lo stesso Augusto si recò in Oriente. Il suo arrivo e l'avvicinarsi dell'esercito di Tiberio produssero l'effetto desiderato sul re dei Parti. Di fronte al pericolo di un'invasione romana che avrebbe potuto costargli il trono, Fraate IV decise di cedere e, pur rischiando di scontentare il suo stesso popolo, restituì le insegne ed i prigionieri romani ancora in vita. Augusto fu proclamato per la nona volta imperator. La restituzione delle insegne e dei prigionieri fu un successo diplomatico paragonabile alle migliori vittorie ottenute sul campo di battaglia. Egli aveva ritenuto più opportuno, una coesistenza pacifica dei due imperi, con l'Eufrate come confine dei reciproci domini. I rapporti di amicizia instaurati tra Roma ed i Parti favorirono, infine, il partito filoromano della vicina Armenia, e prima che Tiberio raggiungesse l'Eufrate, Artaxias II fu assassinato dai suoi stessi cortigiani. Tiberio, entrato nel paese senza incontrare resistenza ed in presenza delle legioni, pose solennemente il diadema regale sul capo di Tigrane III, e Augusto poté annunziare di aver conquistato l'Armenia, pur astenendosi dall'annetterla.
| Crisi armena | Crisi armena | Crisi armena                                                                                      | Crisi armena | Crisi armena                                                       | Crisi armena                             | Crisi armena |
| Immagine     | Valore       | Dritto                                                                                            | Rovescio | Datazione                                                          | Peso; diametro                           | Catalogazione |
| ------------ | ------------ | ------------------------------------------------------------------------------------------------- | --- | ------------------------------------------------------------------ | ---------------------------------------- | --- |
|              | denario      | AUGUSTUS, testa di Augusto verso destra.                                                          | CAESAR DIV(i) F(ilius) ARMEN CAPTA IMP VIIII, su tre linee interne alla moneta, un Armeno in piedi, tiene una lancia nella destra ed un arco appoggiato a terra nella sinistra. | 19 a.C., dopo che l'Armenia tornò nell'area di influenza romana    | 3.71 g, 6h; Zecca di Pergamo.            | RIC Augustus, I, 520 corr.; RSC 57; BMCRE 676-7 = BMCRR East 307; BN 1000.                                                 |
|              | denario      | AUGUSTUS, testa di Augusto verso destra.                                                          | ARMENIA CAPTA, un copricapo armeno, un arco ed una faretra con frecce. | 19-18 a.C., dopo che l'Armenia tornò nell'area di influenza romana | 3,77 gr.                                 | RIC Augustus, I, 516. |
|              | denario      | IMP • IX • TR • PO • V •, testa di Augusto verso destra.                                          | S • P • R • SIGNIS RECEPTIS su tre linee nella parte bassa, sotto l'arco di Trionfo di Augusto, sormontato da una quadriga; un'aquila davanti ad ogni parte del muro; IMP • IX • TR • POT • V • nella parte alta dell'arco. | 19-18 a.C., dopo che l'Armenia tornò nell'area di influenza romana | 11.89 gr, 12 h.                          | RIC Augustus, I, 510; Sutherland Group VIIa; RSC 298; RPC I 2218; BMCRE 703 = BMCRR East 310; BN 982-3 and 985; CNR 809/2. |
|              | denario      | TURPILIANUS III VIR MON, testa di Feronia verso destra.                                           | CAESAR AUGUSTUS SIGN RECE, un parto si inchina verso destra, porgendo un vessillo con la scritta X. | 19-18 a.C..                                                        | 18 mm, 3.67 gr, 3 h.                     | RIC Augustus, I, 288; RSC 484.                                                                                             |
|              | denario      | S • P • Q • R • IMP • CAESARI • AVG • COS • XI • TRI • POT • VI •, testa di Augusto verso destra. | CIVIB • ET • SIGN • MILIT • A • PA-RT • RECVP •, arco di trionfo di Augusto: sopra l'arco contrale si trova una quadriga; sopra gli archi laterali una figura ciascuno; a sinistra una figura voltata verso destra che tiene un signum nella sua mano destra alzato verso il cielo; a destra invece una figura rivolta a sinistra, tiene un'aquila nella sua destra ed un arco alla sua sinistra. | 18 a.C..                                                           | 3.86 gr, 6 h; zecca spagnola di Tarraco. | RIC Augustus, I, 136; RSC -; cf. BMCRE 427 = BMCRR Rome 4453 (aureus); BN 1229-31.                                         |

### Guerre di conquista in Africa
Numerosi popoli furono combattuti ed inglobati all'interno dell'Impero romano all'epoca di Ottaviano Augusto, in un periodo compreso tra il 35 a.C. ed il 6 d.C., come è bene evidenziato nei Fasti triumphales del periodo:
- Tito Statilio Tauro (console suffecto nel 37 a.C. e poi ancora nel 26 a.C.) ottenne il trionfo il 30 giugno del 34 a.C. ex Africa per i successi ottenuti l'anno precedente contro le popolazioni che gravitavano attorno alla provincia romana;[10]
- stessa sorte toccò al console suffetto del 33 a.C., Lucio Autronio Peto, proconsole d'Africa nel 29/28 a.C., che ottenne un nuovo trionfo il 16 agosto del 28 a.C.;[10]
- anche il console suffetto del 34 a.C., Lucio Sempronio Atratino, proconsole d'Africa nel 22/21 a.C. ottenne il suo trionfo ex Africa il 12 ottobre del 21 a.C.;[10]
- Lucio Cornelio Balbo, partito da Sabrata, occupò la capitale dei Garamanti, Garama, e si addentrò fino al Fezzan nel 20 a.C. Egli, infatti, in qualità di proconsole d'Africa, condusse un esercito di una decina di migliaia di uomini nel profondo del deserto del Sahara, raggiungendo prima l'oasi di Cydamus (oggi Ghadames) dopo una marcia di circa 550 km, piegando poi ad angolo retto verso sud per altri 650–700 km attraverso l'Hamada el-Hamra, ed infine riuscendo ad occupare i più importanti centri della regione (come Debris e Baracum nell'odierno distretto di Wadi al-Shatii e Tabidium) e la capitale dei Garamanti, Garama (oggi Germa). Da qui potrebbe avere, inoltre, inviato una spedizione esplorativa fino nel Fezzan, forse raggiungendo l'ansa del fiume Niger.[10][36]
- Il console Lucio Passieno Rufo, divenuto governatore della provincia dell'Africa proconsolare, otteneva gli ornamenta triumphalia per aver sconfitto le popolazioni nomade di Getuli e Musulami nel 3-5[37].
- Ed ancora nel 5-6, il console Cosso Cornelio Lentulo batteva prima i Musulami e poi i Getuli, ottenendo gli ornamenta triumphalia ed il cognomen trasmissibile anche ai figli di Gaetulicus (Getulico)[38].

| Guerre di conquista in Africa | Guerre di conquista in Africa | Guerre di conquista in Africa                              | Guerre di conquista in Africa                                                              | Guerre di conquista in Africa                                                                                             | Guerre di conquista in Africa | Guerre di conquista in Africa                       |
| Immagine                      | Valore                        | Dritto                                                     | Rovescio                                                                                   | Datazione | Peso; diametro                | Catalogazione                                       |
| ----------------------------- | ----------------------------- | ---------------------------------------------------------- | ------------------------------------------------------------------------------------------ | --- | ----------------------------- | --------------------------------------------------- |
|                               | denario                       | AVGVSTVS DIVI • F, testa laureata di Augusto verso destra. | IMP • X in esergo, un toro che sembra caricare verso destra (simbolo delle armate romane). | 19 a.C., celebra la X salutatio imperatoria di Augusto, probabilmente dopo le campagne militari lungo il fronte africano. | 3.60 gr; zecca di Lugdunum.   | RIC Augustus, I, 167a; BMCRE 451; BN 1373; RSC 137. |

### Guerre di conquista in Europa: illimestra Reno-Elba e Danubio
Lungo il fronte danubiano: Publio Silio Nerva, governatore dell'Illirico, tra il 17 e il 16 a.C., riuscì a portare a termine la conquista dell'fronte alpino orientale, oltre al Norico meridionale, ottenendo una forma di vassallaggio da parte del regno del Norico settentrionale (popolazione dei Taurisci). I figliastri di Augusto, Druso e Tiberio, nel 15 a.C., sottomisero la Rezia, Vindelicia e Vallis Poenina, con un'operazione "a tenaglia", il primo proveniente dal Brennero e il secondo dalla Gallia. Dal 29 al 19 a.C. si procedette ad azioni combinate insieme ad i re "clienti" traci, contro le popolazioni pannoniche, mesie, sarmatiche, getiche e bastarne fino ai confini macedoni. Dal 14 al 9 a.C. i legati di Dalmazia e Macedonia, sotto l'alto comando prima di Agrippa e poi di Tiberio, domarono Scordisci (sottomessi da Tiberio nel 12 a.C.), Dalmati e Pannoni e respinsero le scorrerie di Bastarni, Sarmati e Daci d'oltre Danubio, mentre Pannonia e Dalmazia furono finalmente condotte sotto il dominio romano. Ma dopo un quindicennio di relativa tranquillità, nel 6 d.C., il settore danubiano tornò ad essere agitato. I Dalmati si ribellarono, e con loro anche i Breuci di Pannonia, mentre Daci e Sarmati compirono scorrerie in Mesia. Fu necessario sospendere ogni nuovo tentativo di conquista a nord del Danubio, per sopprimere questa rivolta durata per ben tre anni, dal 6 al 9. Tiberio, in questo modo, fissò definitivamente il confine dell'area illirica al fiume Drava meritandosi ben tre acclamazioni imperatorie insieme ad Augusto (nel 6, 8 e 9).
Lungo il fronte germanico, le popolazioni di questo settore avevano più volte tentato di passare il Reno: nel 38 a.C. (anno in cui gli alleati germani, Ubi, furono trasferiti in territorio romano) e nel 29 a.C. i Suebi, mentre nel 17 a.C. i Sigambri, insieme a Usipeti e Tencteri (clades lolliana). Augusto ritenne fosse giunto il momento di annettere la Germania, come aveva fatto suo padre Gaio Giulio Cesare con la Gallia. Desiderava portare i confini dell'Impero romano più ad est, dal fiume Reno al fiume Elba. Il motivo era di ordine prettamente strategico, più che di natura economico-commerciale. Si trattava infatti di territori acquitrinosi e ricoperti da interminabili foreste, ma il fiume Elba avrebbe ridotto notevolmente i confini esterni dell'impero. Le campagne che si susseguirono furono numerose, discontinue, e durarono per circa un ventennio dal 12 a.C. al 6 d.C. portando alla costituzione della nuova provincia di Germania. Tutti i territori conquistati in questo ventennio furono, però, definitivamente perduti quando nel 9, il legatus di Augusto, Publio Quintilio Varo, sprovvisto di doti diplomatiche e militari, oltreché ignaro delle genti e dei luoghi si fece massacrare insieme ad un esercito di 20.000 uomini (composto da tre legioni)  nella selva di Teutoburgo, arretrando il limes nuovamente al Reno.
Tutti questi anni di campagne militari nel nord dell'Europa portarono a numerose acclamazioni imperiali per Augusto ed ovazioni per i suoi generali, celebrati anche nella monetazione del periodo.
| Conquiste in Europa lungo i grandi fiumi | Conquiste in Europa lungo i grandi fiumi | Conquiste in Europa lungo i grandi fiumi                                         | Conquiste in Europa lungo i grandi fiumi | Conquiste in Europa lungo i grandi fiumi                                                                                  | Conquiste in Europa lungo i grandi fiumi | Conquiste in Europa lungo i grandi fiumi                                                                                |
| Immagine                                 | Valore                                   | Dritto                                                                           | Rovescio | Datazione | Peso; diametro                           | Catalogazione |
| ---------------------------------------- | ---------------------------------------- | -------------------------------------------------------------------------------- | --- | --- | ---------------------------------------- | --- |
|                                          | denario                                  | AVGVSTVS DIVI • F, testa laureata di Augusto verso destra.                       | IMP • XII in esergo, un toro che sembra caricare verso sinistra (simbolo delle armate romane). | 10 a.C., celebra la XII salutatio imperatoria di Augusto, probabilmente dopo le campagne militari in Germania o Pannonia. | 17 mm, 3.76 gr; zecca di Lugdunum.       | RIC Augustus, I, 178a; BMCRE 476; RSC 158.                                                                              |
|                                          | denario                                  | AVGVSTVS DIVI • F, testa laureata di Augusto verso destra.                       | IMP • XIIII in esergo, sulla destra Augusto, con la toga, seduto su una sedia curule, tende la sua mano destra verso un Gallo o Germano sulla sinistra, il quale in piedi presenta all'imperatore romano suo figlio che tiene in braccio e protende verso Augusto. Potrebbe trattarsi della resa dei Sigambri. | 7 a.C., dopo la morte di Druso maggiore nel 9 a.C. e la campagna militare del fratello Tiberio in Germania.               | 3.93 gr, 6 h; zecca di Lugdunum.         | RIC Augustus, I, 201a; Lyon 65; RSC 175; BMCRE 493-5 = BMCRR Gaul 216-8; BN 1453-5.                                     |
|                                          | Sesterzio d'oricalco                     | TI CAESAR AVGVSTI F(ilii) IMPERATOR V, testa laureata di Tiberio verso destra.   | ROM ET AVG, altare delle tre Gallie a Lugdunum, decorato con una corona civica tra allori, fiancheggiato da nude figure maschili; a destra e sinistra, le Vittorie su delle colonne, una di fronte all'altra.                                                                                                  | 9 d.C., dopo la vittoria finale nell'Illirico da parte di Tiberio.                                                        | 25.45 gr, 1 h; zecca di Lugdunum.        | RIC Augustus, I, 240 (Augustus); BMCRE 572; Cohen 28.                                                                   |
|                                          | Sesterzio d'oricalco                     | TI CAESAR AVGVSTI F(ilii) IMPERATOR VII, testa laureata di Tiberio verso destra. | ROM ET AVG, altare delle tre Gallie a Lugdunum, decorato con una corona civica tra allori, fiancheggiato da nude figure maschili; a destra e sinistra, le Vittorie su delle colonne, una di fronte all'altra.                                                                                                  | 13 d.C., dopo una nuova serie di campagne in Germania di Tiberio.                                                         | 24.95 gr, 12 h; zecca di Lugdunum.       | RIC Augustus, I, 248a (Augustus; obv. legend); Lyon 111 (Augustus); BMCRE 580 (Augustus); BN 1761 (Augustus); Cohen 35. |

### La successione
La successione, che toccò a Tiberio alla fine del suo principato, fu una delle più grandi preoccupazioni della vita di Augusto. Ottaviano, che aveva sposato nel 42 a.C. Clodia Pulcra (figliastra di Antonio), ripudiata l'anno successivo (41 a.C.), sposò prima Scribonia e, poco dopo, si innamorò di Livia Drusilla (appartenente ad una delle più illustri famiglie patrizie romane), moglie di un certo Tiberio Claudio Nerone. Dopo la vittoria di Perugia (40 a.C.), Ottaviano riuscì ad imporre loro il divorzio, mentre Livia era ancora gravida del secondogenito, Druso, e la sposò (fine del 39 a.C.), portando nella sua nuova casa sia la figlia, Giulia, avuta da Scribonia, sia il primogenito di Livia, Tiberio.
Per alcuni anni Augusto sperò di avere come erede il nipote Marco Claudio Marcello, figlio di sua sorella Ottavia, al quale diede in moglie la figlia, Giulia, nel 25 a.C.. Marcello fu così adottato, suscitando, però, il malumore di Agrippa, che per questo motivo fu allontanato da Roma. Due anni più tardi Marcello moriva (23 a.C.) e Ottaviano fu costretto a richiamare Agrippa, costringendolo a divorziare da Claudia Marcella maggiore (figlia anch'ella della sorella Ottavia), per dargli in moglie la giovanissima Giulia, ormai vedova di Marcello da 2 anni.
Agrippa apparì, così, suo successore designato in caso di morte prematura, facendo ormai parte della famiglia Giulia. Nel 18 a.C., infatti, ad Agrippa fu conferito l'imperium proconsulare maius (come quello di Augusto) per cinque anni, e la tribunicia potestas, per quanto egli non avesse gli stessi poteri di Augusto né la sua auctoritas. Nel 20 a.C. Giulia aveva dato al marito un primo figlio, Gaio, e un secondo nel 17 a.C., Lucio, entrambi adottati da Augusto, il quale diede ad entrambi il nome di Cesare.
In quegli anni, intanto, andavano distinguendosi entrambi i figli di Livia, Tiberio, e Druso, quest'ultimo si dice fosse preferito da Augusto perché figlio naturale del princeps come suggerisce Svetonio:
(Svetonio, De vita Caesarum, Claudius, 1.)
Con la morte di Agrippa, nel 12 a.C., e poi quella prematura di Druso in Germania nel 9 a.C., la successione sarebbe ricaduta sui due figli di Giulia e di Agrippa, Gaio e Lucio Cesare, mentre Tiberio, il migliore, ma anche il meno gradito, venne costretto da Augusto a separarsi dalla moglie Vipsania, per sposare la figlia dell'imperatore, Giulia, vedova di Agrippa.
Questo matrimonio si rivelò infelice e costituì la causa non ultima del volontario esilio di Tiberio a Rodi (dal 6 a.C. al 4 d.C.), tanto più che Augusto vedeva nei due Cesari i futuri eredi del suo stesso sangue. Ma la sorte fu favorevole a Tiberio. Giulia, la cui condotta formava argomento di pubblico scandalo, fu allontanata dal padre da Roma (2 a.C.), e pochi anni dopo i due Cesari morivano: Lucio nel 2 d.C. e Gaio nel 4. Ad Augusto non restava che richiamare Tiberio.
Il 26 giugno del 4 Augusto annunciò la sua decisione: adottava Tiberio, e benché quest'ultimo avesse già un figlio, Druso minore, Augusto lo costrinse ad adottare il nipote prediletto, Germanico (figlio del fratello Druso, morto in Germania), con diritto di successione antecedente a quello dello stesso figlio di Tiberio. Tiberio diventò così il nuovo imperatore di Roma alla morte di Augusto nel 14, dando origine alla dinastia giulio-claudia.
| La successione | La successione | La successione                                                       | La successione | La successione                        | La successione               | La successione                                                                              |
| Immagine       | Valore         | Dritto                                                               | Rovescio | Datazione                             | Peso; diametro               | Catalogazione                                                                               |
| -------------- | -------------- | -------------------------------------------------------------------- | --- | ------------------------------------- | ---------------------------- | ------------------------------------------------------------------------------------------- |
|                | denario        | CAESAR AVGVSTVS, testa di Augusto verso destra.                      | M • AGRIPPA PLATORINVS • III • VIR, testa di Marco Vipsanio Agrippa verso destra.                                                                       | 13 a.C..                              | 3.88 gr, 7 h.                | RIC Augustus, I, 408; RSC 3 (Agrippa e Augusto); BMCRE 112-4 = BMCRR Rome 4654-6; BN 533-5. |
|                | denario        | AVGVSTVS COS • XI, testa di Augusto verso destra.                    | M • AGRIPPA • COS • TER • COSSVS • LENTVLVS, testa di Marco Vipsanio Agrippa verso destra con sopra una corona murale con rostri.                       | 12 a.C. dopo la morte di Agrippa (?). | 3.91 gr, 6 h; zecca di Roma. | RIC Augustus, I, 414; RSC 1 (Agrippa e Augusto); BMCRE 121 = BMCRR Rome 4671; BN 548-50.    |
|                | denario        | CAESAR AVGVSTVS [...], testa di Augusto laureata verso destra.       | [...] PRINCIPI IUVENTUTI, Gaio Cesare e Lucio Cesare in piedi di fronte, scudi e lance tra di loro, un litio ed un simpulo tra loro; in esergo CAESARI. | 2 a.C.-4 d.C.                         | 3.85 gr; zecca di Lugdunum.  | RIC Augustus, I, 207; BMCRE 521; RSC 43.                                                    |
|                | aureo          | CAESAR AVGVSTVS DIVI F pater Patriae, testa di Tiberio verso destra. | AVG F TR POT XV, Tiberio guida una quadriga in trionfo con uno scettro ed un'aquila; in esergo TI CAESAR.                                               | 13.                                   | 7.9 gr circa.                | RIC Tiberius, I, 221; BMC 511; BN 1685; C 299.                                              |